# キア・オピラス
オピラス（Opirus ）は、かつて韓国の起亜自動車が生産していた高級乗用車である。

## 初代（2003年-2012年）

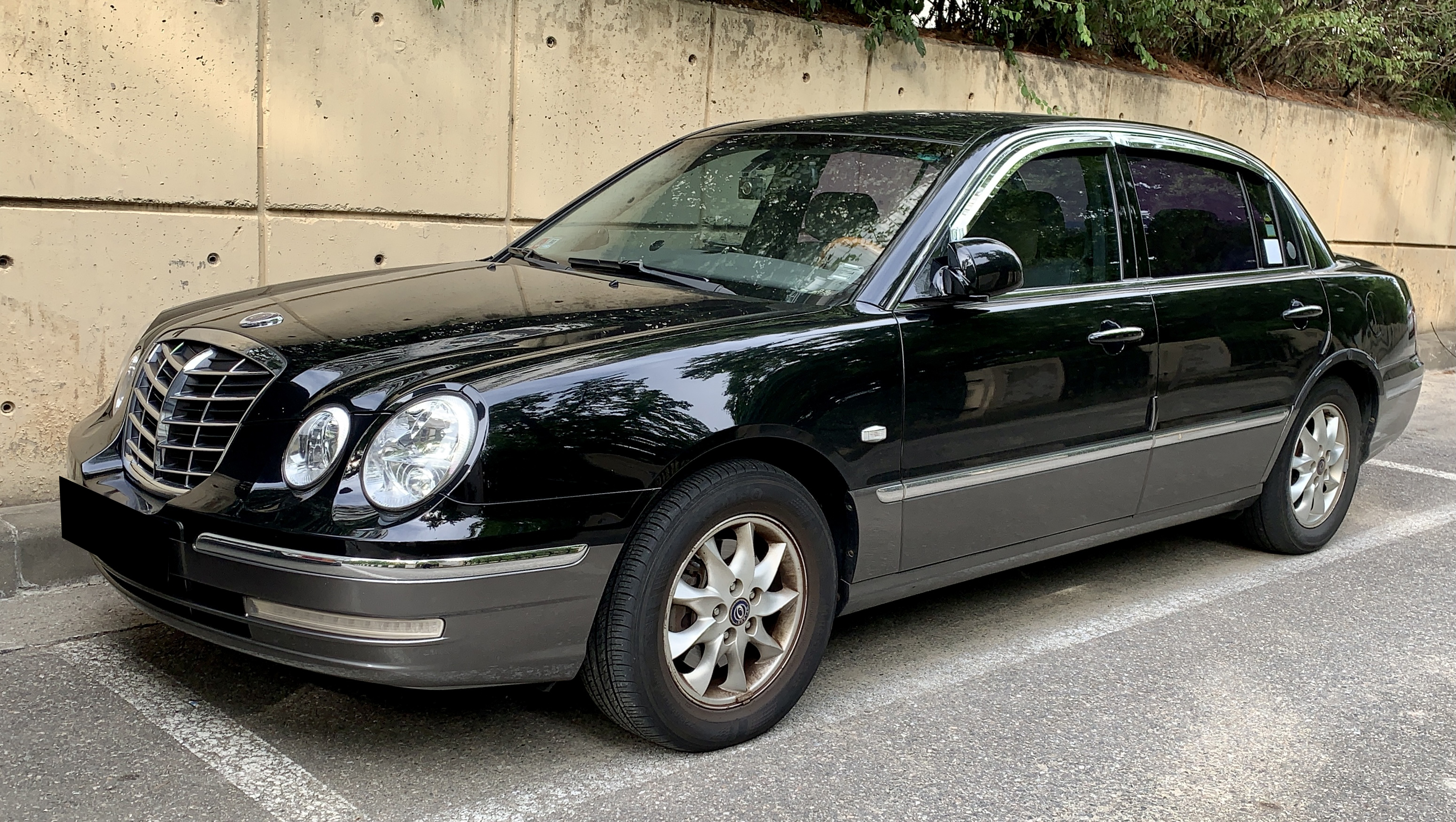
前期　フロント

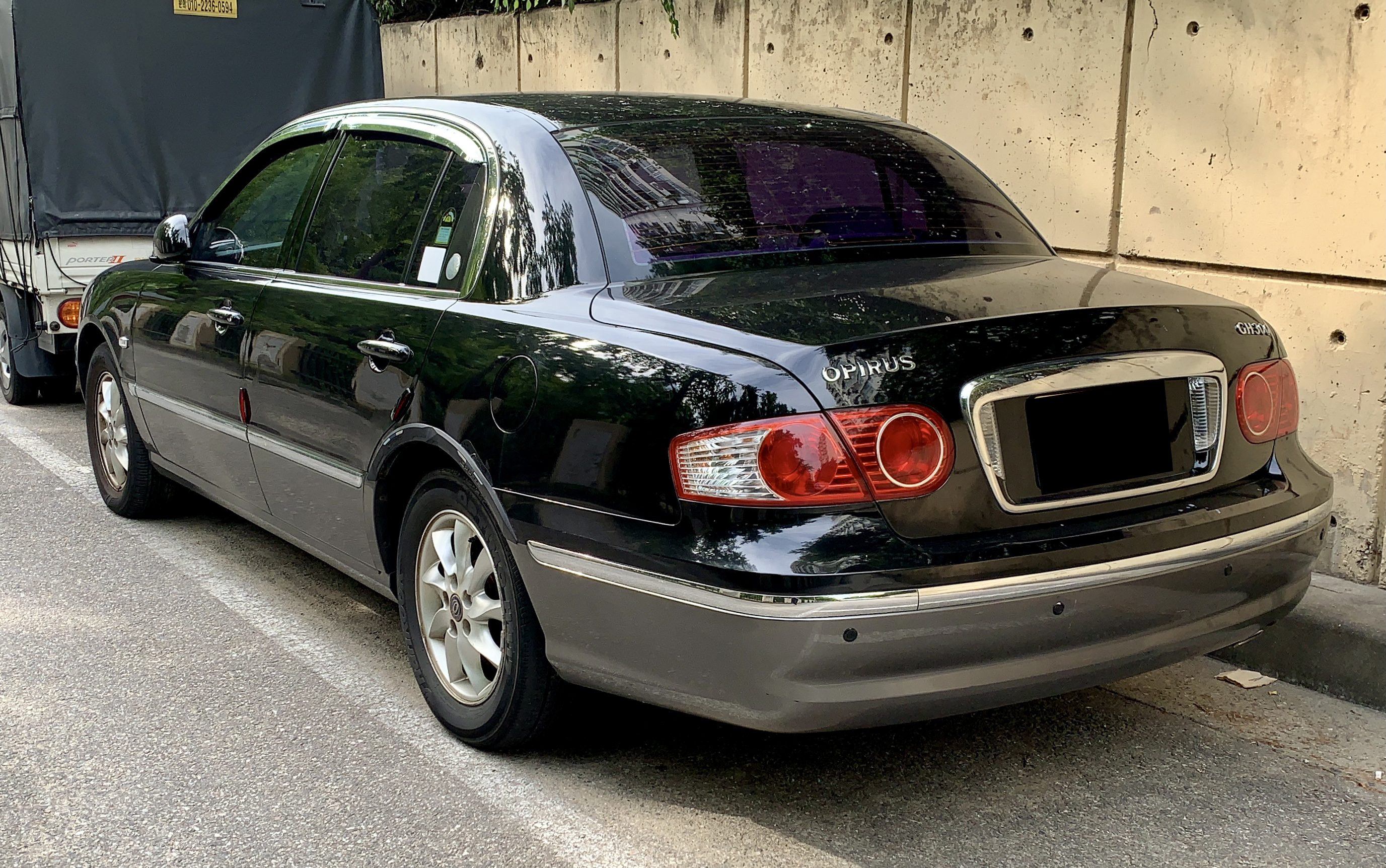
前期　リヤ

- 2003年に、それまで起亜の最上級車であったエンタープライズ（マツダ・センティア（二代目）ベースの高級車）の後継モデルとして登場。起亜が1998年のアジア通貨危機によって経営破綻し現代自動車傘下になった関係で、ヒュンダイ・エクウスのプラットフォームを用いて開発された。
- 「オピラス」という名前は 「Opinion Leader Of Us」の頭文字を取って作られ、ラテン語である黄金の地（Ophir Rus ）という意味も一緒に持っている。
- 朝鮮日報によってフロントグリルのデザインがジャガー・Sタイプに、ヘッドライトのデザインがメルセデス・ベンツ・Eクラスに、リアデザインがリンカーン・タウンカーに酷似していると指摘されている[1][2]。そのことから、「ジャピラス」または「リンピラス」といったニックネームまで付けられる程であったという。
- エンジンはV型6気筒2.7リットルガソリン、V型6気筒3リットルガソリン、V型6気筒3.5リットルガソリンの三種類。その他レンタカー専用車として2.7リットルLPGエンジン搭載車も設定されている。
- 2006年にはフェイスリフトが行われ、V型6気筒3リットルガソリン、V型6気筒3.5リットルガソリンはそれぞれV型6気筒3.3リットルガソリン、V型6気筒3.8リットルガソリン（ラムダエンジン）に変更された。リアデザインはますますリンカーン・タウンカーに近いデザインになったという指摘もある。
- 2009年5月、外観はそのままに6速ATを搭載し、エンジン出力と燃費を向上させた「オピラス・プレミアム」を発売（6ATは自社開発）。
- 2012年5月、オピラスの後継としてK9が登場し、モデル廃止。

北米市場には「アマンティ」（Amanti ）の名称で輸出されていた。

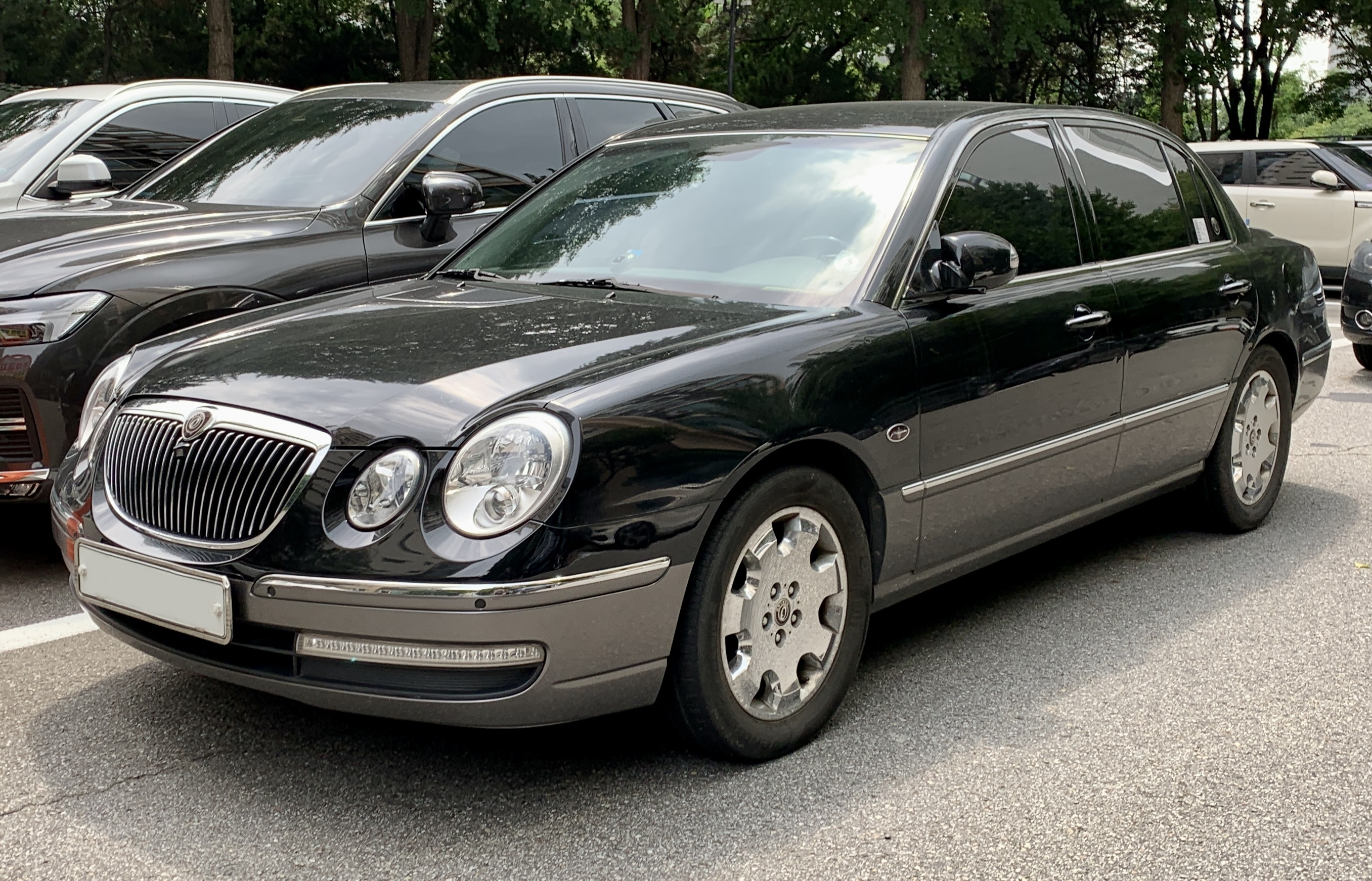
中期　フロント
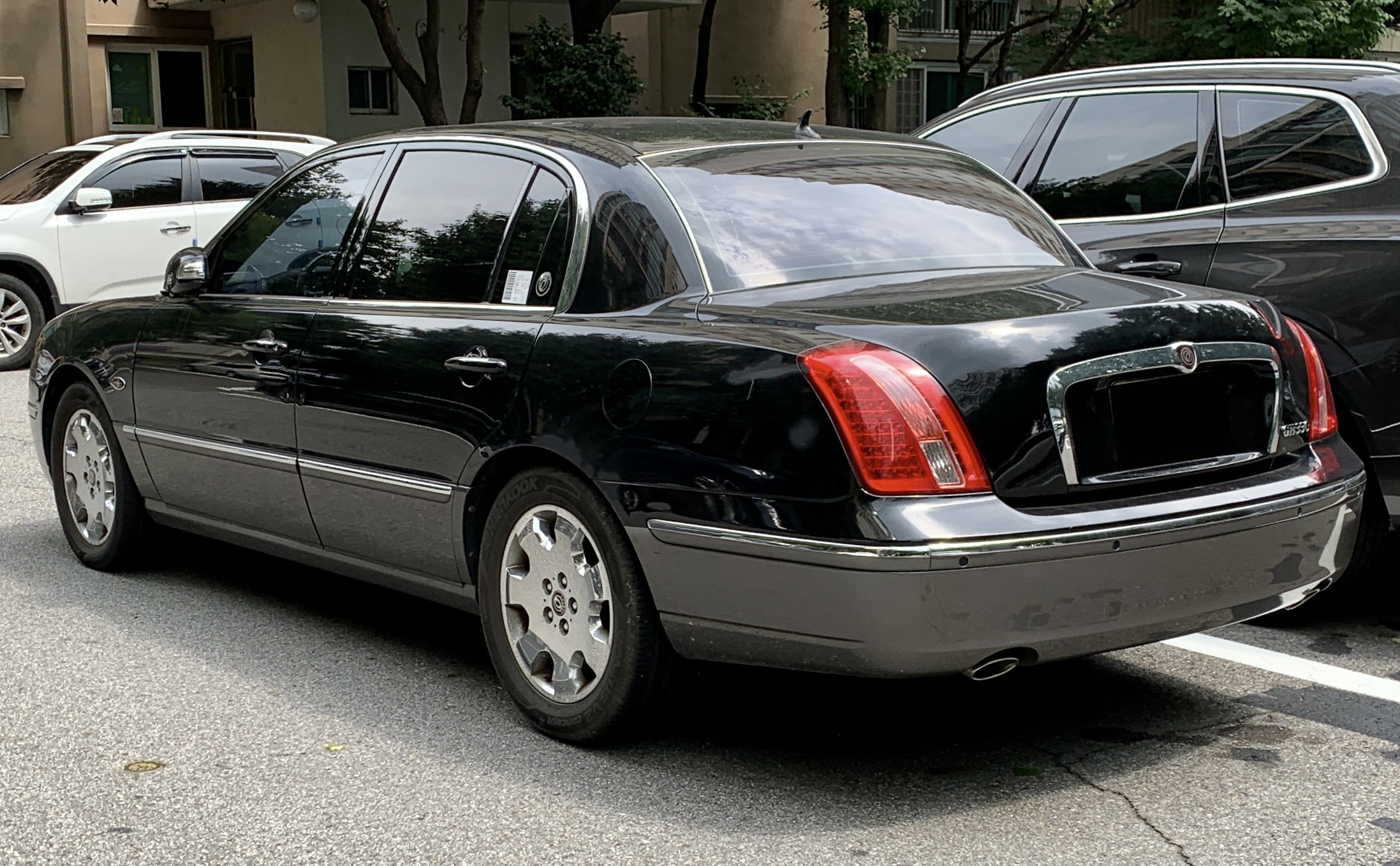
中期　リヤ
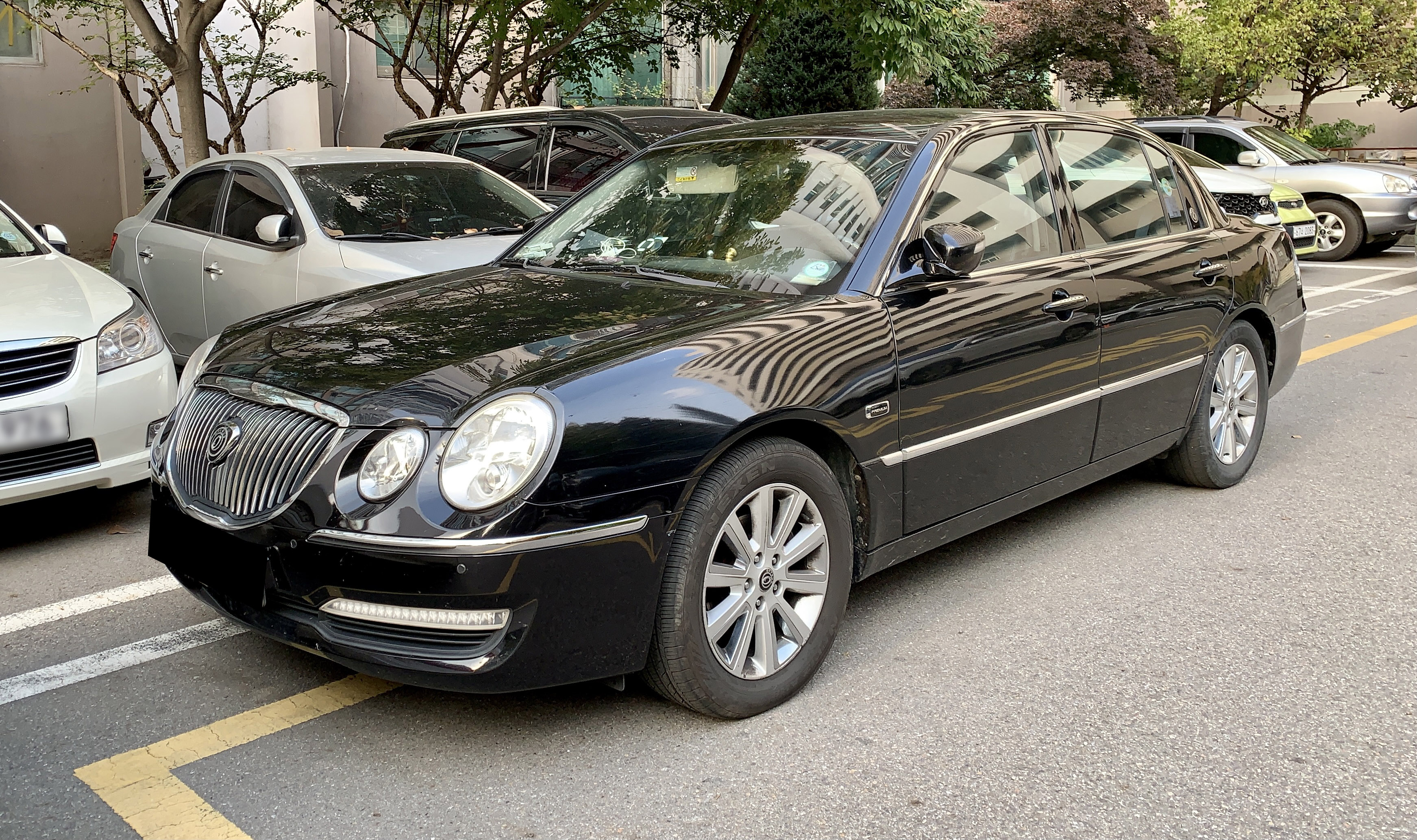
後期（プレミアム）　フロント
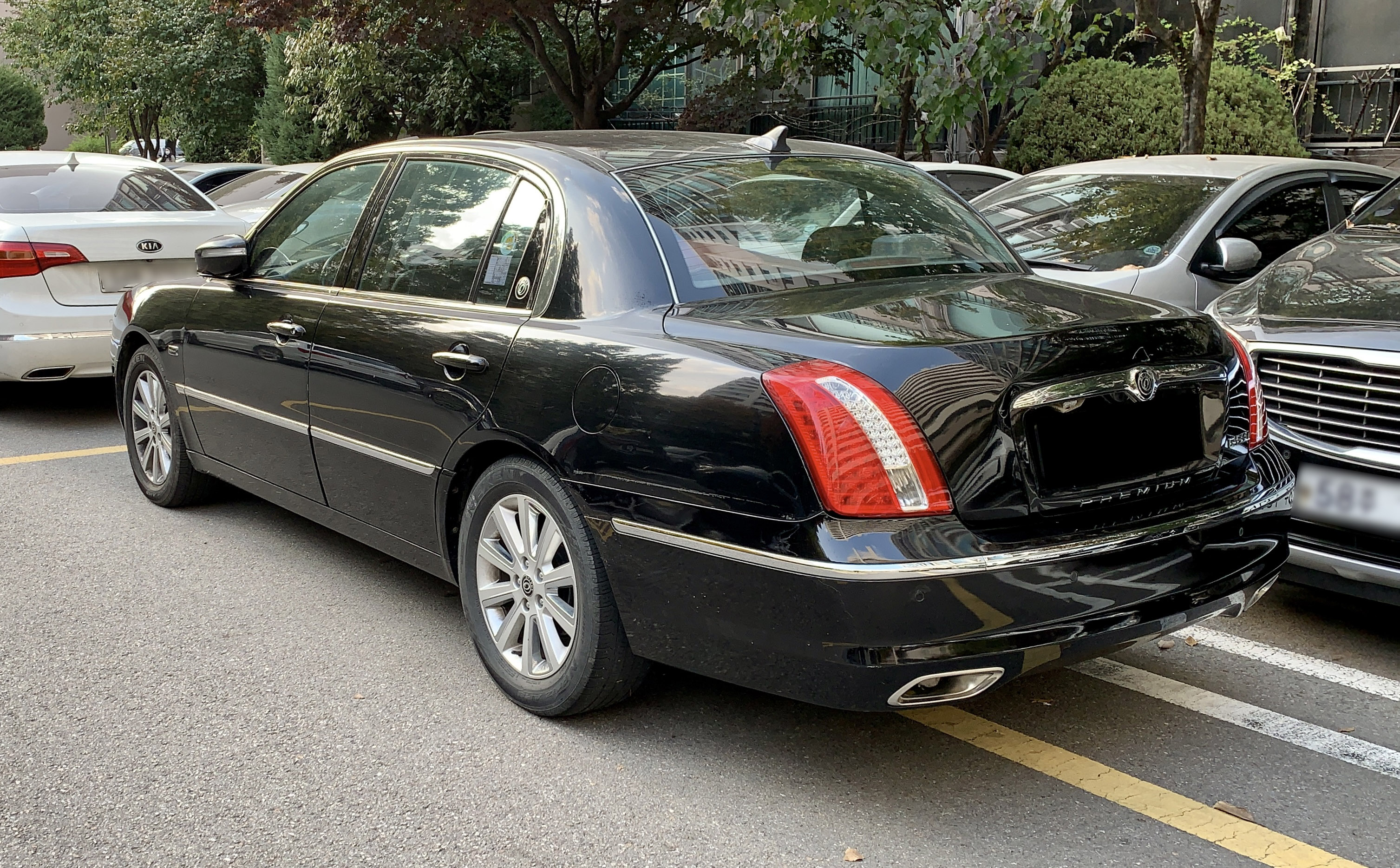
後期（プレミアム）　リヤ

## その他
起亜は2007年7月に、当時読売ジャイアンツで活躍していた李承燁に、来日4シーズン目で通算100号本塁打を達成したことを記念してニューオピラスを贈呈した。起亜車は日本には正規輸入されていないため、日本では唯一のオピラスとなる。